# Kamo (Niigata)
Pour les articles homonymes, voir Kamo.
Kamo (加茂市, Kamo-shi) est une ville située dans la préfecture de Niigata, sur l'île de Honshū, au Japon.

## Géographie

### Situation
Kamo est située dans le centre de la préfecture de Niigata.

### Municipalités limitrophes
| Niigata | Tagami | Gosen |
| Sanjō   | Kamo   | Gosen |
| Sanjō   | Sanjō  | Gosen |

### Démographie
En août 2021, la population de Kamo était de 25 740 habitants, répartis sur une superficie de 133,72 km2.

### Climat
La ville a un climat subtropical humide caractérisé par des étés chauds et humides et des hivers froids avec de fortes chutes de neige. La température moyenne annuelle à Kamo est de 12,6 °C. La pluviométrie annuelle moyenne est de 1 978 mm, septembre étant le mois le plus humide.

## Histoire
Le bourg moderne de Kamo a été fondé le 1er avril 1889. Il obtient le statut de ville en 1954.

## Transports
La ville est desservie par la ligne principale Shin'etsu de la JR East à la gare de Kamo.

## Jumelages
Kamo est jumelée avec :
- Komsomolsk-sur-l'Amour (Russie),
- Ōshima (Japon),
- Zibo (Chine).

## Personnalités liées à la municipalité
- Bunzō Hayata (1874-1934), botaniste
- Shigeo Gochō (1946-1983), photographe
- Kanako Higuchi (née en 1958), actrice